# غرب الحبيل (تبن)

تعديل مصدري - تعديل

غرب الحبيل هي إحدى قرى عزلة الحوطة بمديرية تبن التابعة لمحافظة لحج، بلغ تعداد سكانها 305 نسمة حسب تعداد اليمن لعام 2004.